# Кюль-Сирма
Кюль-Сирма́ (чув. Кӳлҫырма) — деревня в Красноармейском муниципальном округе Чувашской Республики.

## География
Находится в северной части Чувашии, на расстоянии приблизительно 8 км на северо-запад по прямой от районного центра села Красноармейское.

## История
Известна с XVIII века как околоток села Большая Шатьма. В 1858 году был учтен 31 двор, 155 жителей, в 1906 — 42 двора, 207 жителей, в 1926 — 43 двора, 183 жителя, в 1939—194 жителя, в 1979 — 68. В 2002 году было 39 дворов, в 2010 — 41 домохозяйство. В период коллективизации был образован колхоз «Канаш», в 2010 году действовало КФХ «Васильева». До 2021 года входила в состав Пикшикского сельского поселения до его упразднения.

## Население
Постоянное население составляло 101 человек (чуваши 98 %) в 2002 году, 93 в 2010.